# Verdouble
Le Verdouble (El Verdoble en catalan) est une rivière française qui coule dans les départements de l'Aude et des Pyrénées-Orientales, dans la région Occitanie. C'est un affluent du fleuve Agly en rive gauche. Un site préhistorique important, la caune de l'Arago, est situé dans une vaste cavité surplombant le Verdouble, à Tautavel.

## Toponymie
Toponyme Celte gaulois, 'uerno-dubrum' . 'uerno' aulnes et 'dubrum' ruisseau . Le sens est donc le ruisseau des aulnes.

## Géographie
Le Verdouble prend naissance sur la commune de Soulatgé (11330) à 700 mètres d'altitude. Il se nomme successivement depuis sa source, ruisseau des trounels, ruisseau de nombiel, ruisseau de la tuilerie avant de prendre le nom de Verdouble.
La longueur de son cours d'eau est de 46,8 km.

### Départements et villes traversés
- Aude : Cubières-sur-Cinoble - Soulatge - Rouffiac-des-Corbières - Duilhac-sous-Peyrepertuse - Cucugnan - Padern - Paziols
- Pyrénées-Orientales : Tautavel - Estagel

### Bassin versant
Le Verdouble traverse une seule zone hydrographique Le Verdouble (Y065) de 321 km2 de superficie. Ce bassin versant est constitué à 79,27 % de « forêts et milieux semi-naturels », à 19,89 % de « territoires agricoles », à 0,93 % de « territoires artificialisés ».

### Organisme gestionnaire
L'Organisme gestionnaire est le SIVU du bassin du Verdouble.

## Affluents
Le Verdouble a trente-cinq tronçons affluents référencés dont :
- le Tarrasac : 11,8 km ;
- le Torgan : 20,1 km ;
- le Vingrau : 8,7 km.

## Hydrologie

### Le Verdouble à Tautavel
Le débit du Verdouble a été observé sur une période de 42 ans (1967-2008), à Tautavel, localité du département des Pyrénées-Orientales située peu avant son confluent avec l'Agly . Le bassin versant de la rivière y est de 305 km2 (soit la presque totalité de celui-ci).
Le module de la rivière à Tautavel est de 2,12 m3/s.
Le Verdouble présente des fluctuations saisonnières de débit fort marquées, comme très souvent en région méditerranéenne, avec des hautes eaux d'hiver-printemps portant le débit mensuel moyen à un niveau situé entre 3,28 et 4,12 m3/s, de décembre à avril inclus (avec un maximum en février), et des basses eaux d'été, de juillet à septembre inclus, entraînant une baisse du débit moyen mensuel jusqu'au plancher de 0,328 m3 au mois d'août. Mais ces moyennes mensuelles ne sont que des moyennes et cachent des fluctuations bien plus prononcées sur de courtes périodes.

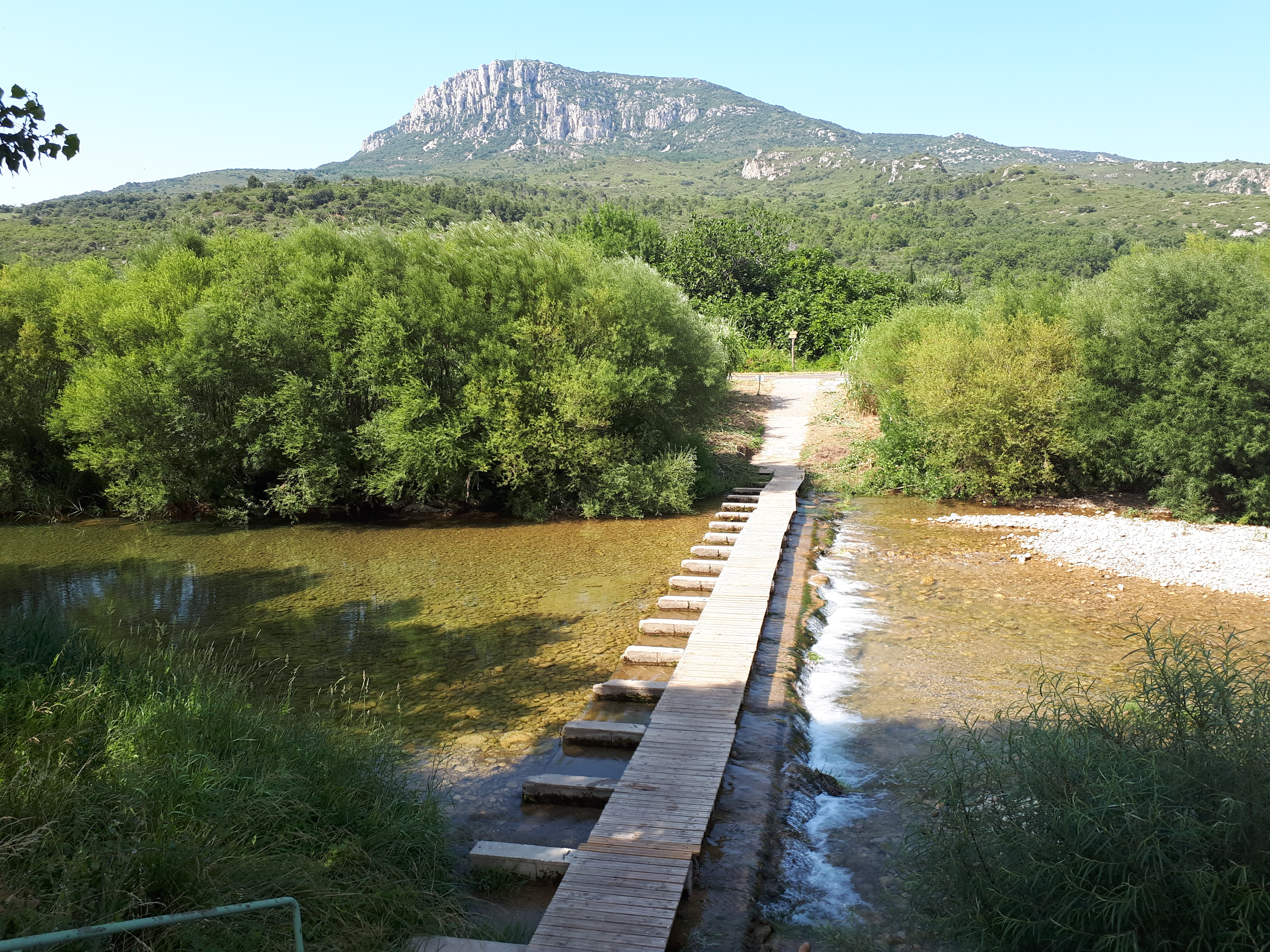
Le Verdouble à Padern, 25 juin 2020.

### Étiage ou basses eaux
Aux étiages, le VCN3 peut chuter jusque 0,069 m3/s, soit 69 litres par seconde ce qui ne peut être considéré comme très sévère, mais correspond à ce que l'on trouve parmi les autres cours d'eau de la région.

### Crues
Les crues peuvent être extrêmement importantes compte tenu de la taille du bassin versant de la rivière. Ainsi les QIX 2 et QIX 5 valent respectivement 170 et 310 m3/s. Le QIX 10 est de 410 m3/s, le QIX 20 de 510 m3/s et le QIX 50 de 630 m3/s. Pour se faire une idée de l'importance de ces débits de crue, disons qu'ils se comparent avec ceux de la Marne en fin de parcours, à l'entrée de Paris, rivière dont le bassin est 40 fois plus vaste.
Le débit instantané maximal enregistré à Tautavel a été de 922 m3/s le 13 novembre 1999, tandis que la valeur journalière maximale était de 357 m3/s le même jour. En comparant le premier de ces chiffres aux différents QIX de la rivière, on constate que cette crue était bien plus importante encore que la crue cinquantennale définie par le QIX 50, et donc exceptionnelle.

### Lame d'eau et débit spécifique
Le Verdouble n'est cependant pas une rivière très abondante. La lame d'eau écoulée dans son bassin versant est de 220 millimètres annuellement, ce qui est largement inférieur à la moyenne d'ensemble de la France (320 millimètres par an), mais équivaut à la moyenne du bassin de l'Agly (221 millimètres par an). Le débit spécifique (ou Qsp) atteint 6,9 litres par seconde et par kilomètre carré de bassin.

## Milieu naturel et pêche
Le Verdouble est une petite rivière dont les eaux troubles regorgent de chevesnes et de brochets ce qui favorise les spots de pêche à la mouche.[réf. nécessaire]

## Anecdote
Le Verdouble a inspiré Claude Nougaro pour sa chanson « Une rivière des Corbières ».